# Mistrzostwa Europy U-21 w Piłce Nożnej 2025 (eliminacje)/Grupa A
W Grupie A eliminacji do Mistrzostw Europy U-21 2025 brały udział następujące zespoły:
- Irlandia U-21
- Łotwa U-21
- Norwegia U-21
- San Marino U-21
- Turcja U-21
- Włochy U-21

## Tabela
| Lp. | Drużyna             | M | Mecze | Mecze | Mecze | Bramki | Bramki | Bramki | Pkt |
| Lp. | Drużyna             | M | W     | R     | P     | +      | −      | +/−    | Pkt |
| --- | ------------------- | - | ----- | ----- | ----- | ------ | ------ | ------ | --- |
| 1.  | Włochy U-21         | 9 | 6     | 3     | 0     | 26     | 3      | +23    | 21  |
| 2.  | Irlandia U-21       | 9 | 5     | 3     | 1     | 23     | 11     | +12    | 18  |
| 3.  | Norwegia U-21       | 9 | 5     | 1     | 3     | 23     | 10     | +13    | 16  |
| 4.  | Turcja U-21 (E)     | 9 | 4     | 1     | 4     | 20     | 10     | +10    | 13  |
| 5.  | Łotwa U-21 (E)      | 9 | 2     | 2     | 5     | 7      | 18     | −11    | 8   |
| 6.  | San Marino U-21 (E) | 9 | 0     | 0     | 9     | 1      | 48     | −47    | 0   |

## Wyniki
| 20 czerwca 2023 17:00 CEST | Łotwa U-21 · Sits 38' · Melnis 86' · | 2:0(1:0)Raport | San Marino U-21 | Stadion Slokas, Jurmała Widzów: 300 Sędzia: Helgi Mikael Jónasson |
|                            |                                      |                |                 |                                                                   |

| 7 września 2023 18:00 CEST | San Marino U-21 | 0:7(0:4)Raport | Norwegia U-21 · 35', 45+2', 83' Schjelderup · 37' Mannsverk · 45' Hansen Aarøen · 88' Karlsbakk · 90+4' Edh | San Marino Stadium, Serravalle Widzów: 284 Sędzia: Mervan Bejtullahu |
|                            |                 |                | |                                                                      |

| 8 września 2023 16:00 CEST | Łotwa U-21 | 0:0(0:0)Raport | Włochy U-21 | Stadion Slokas, Jurmała Widzów: 348 Sędzia: Snir Levy |
|                            |            |                |             |                                                       |

| 8 września 2023 20:30 CEST | Irlandia U-21 · Moran 56' · Gilsenan 87' (k) · Emakhu 90+6' | 3:2(0:1)Raport | Turcja U-21 · 22' (k) Yıldız · 76' Çanak | Turners Cross, Cork Widzów: 3 754 Sędzia: Joonas Jaanovits |
|                            |                                                             |                |                                          |                                                            |

| 12 września 2023 18:00 CEST | Norwegia U-21 · Arnstad 12', 45+1', 52' (k) · Bobb 62' · Schjelderup 67' · Gulliksen 83' · Mvuka 90' | 7:0(2:0)Raport | Łotwa U-21 | Marienlyst Stadion, Drammen Widzów: 580 Sędzia: Roman Jitari |
|                             | |                |            |                                                              |

| 12 września 2023 18:45 CEST | Turcja U-21 | 0:2(0:1)Raport | Włochy U-21 · 45+3' Miretti · 79' Nasti | New Sakarya Atatürk Stadium, Sakarya Widzów: 2 358 Sędzia: Gaillouste |
|                             |             |                |                                         |                                                                       |

| 12 września 2023 20:30 CEST | Irlandia U-21 · Vata 22', 45+2' · Matteoni 66' (sam.) | 3:0(2:0)Raport | San Marino U-21 | Turners Cross, Cork Widzów: 3 826 Sędzia: Antoine Chiaramonti |
|                             |                                                       |                |                 |                                                               |

| 13 października 2023 14:00 CEST | Łotwa U-21 · Vapne 90+2' | 1:2(0:1)Raport | Irlandia U-21 · 15', 57' Okoflex | Semigalskie Centrum Olimpijskie, Jełgawa Widzów: 274 Sędzia: Oliver Reitala |
|                                 |                          |                |                                  |                                                                             |

| 13 października 2023 18:45 CEST | Turcja U-21 · Destan 5', 37' · Yardımcı 80', 82', 87' | 5:0(2:0)Raport | San Marino U-21 | Ümraniye İlçe Stadyumu, Stambuł Widzów: 472 Sędzia: Viktor Shimusik |
|                                 |                                                       |                |                 |                                                                     |

| 17 października 2023 14:00 CEST | Łotwa U-21 · Vapne 25' · Melnis 79' | 2:1(1:1)Raport | Turcja U-21 · 14' Yardımcı | Semigalskie Centrum Olimpijskie, Jełgawa Widzów: 237 Sędzia: Tim Marshall |
|                                 |                                     |                |                            |                                                                           |

| 17 października 2023 17:45 CEST | Włochy U-21 · Baldanzi 25' · Esposito 46' | 2:0(1:0)Raport | Norwegia U-21 | Stadion Druso, Bolzano Widzów: 4 627 Sędzia: Jonathan Lardot |
|                                 |                                           |                |               |                                                              |

| 16 listopada 2023 18:30 CET | San Marino U-21 | 0:7(0:3)Raport | Włochy U-21 · 5' Pirola · 31', 39' Gnonto · 46' Volpato · 54' Fabbian · 62' Esposito · 83' Bianco | San Marino Stadium, Serravalle Widzów: 1 185 Sędzia: Joni Hyytiä |
|                             |                 |                |                                                                                                   |                                                                  |

| 17 listopada 2023 18:00 CET | Norwegia U-21 · Opsahl 20' · Arnstad 73' (k) · Nordås 77' | 3:2(1:1)Raport | Irlandia U-21 · 37' Emakhu · 53' Armstrong | Marienlyst Stadion, Drammen Widzów: 566 Sędzia: Walter Altmann |
|                             |                                                           |                |                                            |                                                                |

| 21 listopada 2023 17:45 CET | Turcja U-21 · Çanak 30' · Yardımcı 64' | 2:0(1:0)Raport | Norwegia U-21 | Bahçeşehir Okulları Stadyumu, Alanya Widzów: 457 Sędzia: Denys Shurman |
|                             |                                        |                |               |                                                                        |

| 21 listopada 2023 18:30 CET | Irlandia U-21 · Phillips 31' · Armstrong 48' | 2:2(1:1)Raport | Włochy U-21 · 45+1' (k), 90+6' Gnonto | Turners Cross, Cork Widzów: 6 157 Sędzia: Lionel Tschudi |
|                             |                                              |                |                                       |                                                          |

| 22 marca 2024 18:00 CET | San Marino U-21 | 0:7(0:1)Raport | Irlandia U-21 · 26' Armstrong · 53' Moran · 57' (sam.) Benvenuti · 62', 64', 90+2'Vata · 73' Okoflex | San Marino Stadium, Serravalle Widzów: 213 Sędzia: Viktor Kopiievskyi |
|                         |                 |                | |                                                                       |

| 22 marca 2024 18:15 CET | Włochy U-21 · Casadei 32' · Fabbian 79' | 2:0(1:0)Raport | Łotwa U-21 | Stadio Dino Manuzzi, Cesena Widzów: 4 315 Sędzia: Philip Farrugia |
|                         |                                         |                |            |                                                                   |

| 26 marca 2024 17:00 CET | Norwegia U-21 · Hansen-Aarøen 6', 62' · Østrøm 49' · Aasgaard 89' | 4:0(1:0)Raport | San Marino U-21 | Viking Stadion, Stavanger Widzów: 510 Sędzia: Daniyar Sakhi |
|                         |                                                                   |                |                 |                                                             |

| 26 marca 2024 18:15 CET | Włochy U-21 · Ghilardi 50' | 1:1(0:0)Raport | Turcja U-21 · 90+1' Kılıçsoy | Stadio Paolo Mazza, Ferrara Widzów: 3 921 Sędzia: Cesar Soto Grado |
|                         |                            |                |                              |                                                                    |

| 5 września 2024 16:00 CEST | Łotwa U-21 | 0:1(0:0)Raport | Norwegia U-21 · 54' (k) Arnstad | Stadion Slokas, Jurmała Widzów: 243 Sędzia: Joonas Jaanovits |
|                            |            |                |                                 |                                                              |

| 5 września 2024 16:45 CEST | Włochy U-21 · Bove 35' · Matteoni 38' · Esposito 58', 76', 78', 90+1' · Raimondo 81' | 7:0(2:0)Raport | San Marino U-21 | Stadio Domenico Francioni, Latina Widzów: 3 144 Sędzia: Marek Radina |
|                            |                                                                                      |                |                 |                                                                      |

| 6 września 2024 18:45 CEST | Turcja U-21 | 0:1(0:0)Raport | Irlandia U-21 · 84' Curtis | Esenler Erokspor, Stambuł Widzów: 2 188 Sędzia: Amine Kourgheli |
|                            |             |                |                            |                                                                 |

| 10 września 2024 18:00 CEST | Irlandia U-21 · Armstrong 16' · Roughan 65' | 2:2(1:1)Raport | Łotwa U-21 · 42' Anmanis · 63' Patrikejevs | Tallaght Stadium, Dublin Sędzia: Stefan Ebner |
|                             |                                             |                |                                            |                                               |

| 10 września 2024 18:30 CEST | Norwegia U-21 | 0:3(0:1)Raport | Włochy U-21 · 10', 72', 80' Baldanzi | Viking Stadion, Stavanger Sędzia: Gergo Bogár |
|                             |               |                |                                      |                                               |

| 10 września 2024 20:30 CEST | San Marino U-21 · Ciacci 16' | 1:6(1:5)Raport | Turcja U-21 · 9' (k) Elmaz · 32' (k) Burcu · 36' Çanak · 45' İnce · 90+1' Ortakaya | San Marino Stadium, Serravalle Sędzia: Matthew De Gabriele |
|                             |                              |                |                                                                                    |                                                            |

| 11 października 2024 18:30 CEST | Turcja U-21 · Yardımcı 35' · Elmaz 56' · Yıldırım 65' | 3:0(1:0)Raport | Łotwa U-21 | Stadion Olimpijski im. Atatürka, Stambuł Sędzia: Daniyar Sakhi |
|                                 |                                                       |                |            |                                                                |

| 11 października 2024 20:00 CEST | Irlandia U-21 · Roughan 75' | 1:1(0:0)Raport | Norwegia U-21 · 90+3' Schjelderup | Turners Cross, Cork Sędzia: Javier Alberola Rojas |
|                                 |                             |                |                                   |                                                   |

| 15 października 2024 18:30 CEST | Włochy U-21 | –Raport | Irlandia U-21 | Stadio Nereo Rocco, Triest Sędzia: Adam Ladebäck |
|                                 |             |         |               |                                                  |

| 15 października 2024 18:30 CEST | Norwegia U-21 | –Raport | Turcja U-21 | Viking Stadion, Stavanger Sędzia: Lothar D'hondt |
|                                 |               |         |             |                                                  |

| 15 października 2024 18:30 CEST | San Marino U-21 | –Raport | Łotwa U-21 | San Marino Stadium, Serravalle Sędzia: Martin Matoša |
|                                 |                 |         |            |                                                      |